# Cryptophagus subvittatus
Cryptophagus subvittatus är en skalbaggsart som beskrevs av Edmund Reitter 1887. Cryptophagus subvittatus ingår i släktet Cryptophagus, och familjen fuktbaggar. Arten har ej påträffats i Sverige.